# Passief functieonderzoek
Passief functieonderzoek is een onderdeel van het kinesitherapeutisch onderzoek (onderzoek naar het menselijk bewegingsapparaat), waarin de toestand van de klinisch niet-contractiele structuren door compressie of uitrekking onderzocht worden. Verder kan de lengte van de musculatuur worden beoordeeld. 
Dit onderzoek geeft informatie over:
1. grootte van de bewegingsexcursie
  - normaal
  - beperkt (in één, meerdere of alle richtingen)
  - vergroot (in één, meerdere of alle richtingen)
2. aanwezigheid van pijn
  - lokalisatie
  - aard
  - moment van optreden
3. eindgevoel
4. weerstand in het verloop van de passieve bewegingstest (trajectweerstand)
5. bijkomende geluiden

## Uitvoering
Vanuit de nulstand worden de bewegingen om de aanwezige anatomische assen uitgevoerd en geregistreerd. In relevante gevallen worden ze vergeleken met de bevindingen van de actieve lokaal-anatomische bewegingen.
In een aantal gevallen worden de bewegingen uitgevoerd met het doel bepaalde structuren specifiek te provoceren (bijvoorbeeld menisci of ligamenten).
Om het eindgevoel deskundig te beoordelen is het nodig de beweging goed gedoseerd uit te voeren. De laatste bewegingsgraden dienen langzaam uitgevoerd te worden tot men de eerste weerstand voelt. Door de beweging nu met zeer weinig kracht, zacht door te voeren, ervaart men de kwaliteit van de slotremming (variërend van zacht tot elastisch tot hard). Het harde bot-op-bot-eindgevoel komt nog beter tot uiting indien de beweging eindstandig met wat grotere snelheid tot stand wordt gebracht. Door kennis van het specifieke eindgevoel van elk gewricht en door links en rechts te vergelijken, kan men informatie bekomen over het (al dan niet normaal) functioneren van dit deel van het bewegingsapparaat.
In het geval van functiestoornissen treedt er vaak een veranderd eindgevoel op: verhard, te zacht, abrupt, leeg, terugverend.
Soms wordt in het traject van de passieve bewegingsuitslag een weerstand ervaren. Dit is vaak een reflectoire reactie op pijn. Een ander type van weerstand is het intermitterend voorkomen van een hoogritmisch spastische reactie.
Tot slot valt er nog te vermelden dat op mechanische basis de weerstand tijdens de passieve beweging kan veranderen als gevolg van momentane inklemmingen in een willekeurig bewegingstraject (bijvoorbeeld : trigger-finger).